# Teucrium marum
Il camedrio maro (Teucrium marum L., 1753)  è una pianta suffruticosa, appartenente alla famiglia delle Lamiaceae, originaria dei paesi del Mediterraneo occidentale. Può raggiunger i 1500 m l.s.m.
Condivide il nome comune di "erba dei gatti" con la più conosciuta Nepeta cataria e la Valeriana officinalis per gli effetti simili sui felini.

## Distribuzione e habitat
Presente presso le coste del mare della Dalmazia, le isole del Tirreno tra cui Sardegna, Corsica e quelle della Spagna.

## Morfologia
Ha odore caratteristico, intenso e pungente, di sapore amaro e molto piccante.
Arbusto alto 25–30 cm, con rami peloso-biancastri, fittissimi, sottilissimi e duri.
Le foglie hanno il picciolo lungo 1–2 mm, la lamina ovale o a rombo, lunga 3–5 mm e larga 2–4 mm, lanceolate, con margine ripiegato in basso dalla metà superiore. La faccia superiore verde, l'inferiore quasi bianca, per la presenza di peli fittisimi. 
I fiori sono più grandi delle foglie e di colore rosa-violaceo peloso glandulosi, raccolti gli spicastri tomentosi, allungati, di varia densità, achemi runi più o meno pelosi.

## Sottospecie
La specie T. marum presenta le seguenti sottospiecie:
- T. marum subsp. marum
- T. marum subsp. occidentale
- T. marum subsp. drosocalyx

## Principi attivi
Un principio amaro, sostanze tanniniche, olio essenziale, e una saponina acida.

## Usi
Vengono utilizzate le sommità fiorite della pianta. Ha proprietà colagoghe, la polvere ha azione starnutatoria.
Un tempo veniva utilizzato come disinfettante per gli animali. Ha inoltre un'azione eccitante sui gatti.